# Dánsko na Hopmanově poháru
Dánsko na Hopmanově poháru startovalo v jediném dvacátém čtvrtém ročníku 2012, když do základní skupiny nastoupilo ve složení Caroline Wozniacká a Frederik Nielsen.
Carolina Wozniacká se v roce 2012 stala 24. světovou jedničkou, která na turnaji startovala. Ve třetím zápase proti České republice se utkala se světovou dvojkou Petrou Kvitovou, které podlehla ve třech setech.

## Tenisté
Tabulka uvádí seznam dánských tenistů, kteří reprezentovali stát na Hopmanově poháru.
| Jméno              | Celkem V/P | Dvouhra V/P | Čtyřhra V/P | Poprvé | Počet startů |
| Caroline Wozniacká | 3–2        | 2–1         | 1–1         | 2012   | 1            |
| Frederik Nielsen   | 1–4        | 0–3         | 1–1         | 2012   | 1            |

- V/P – výhry/prohry

## Výsledky
| Rok  | Fáze soutěže     | Místo konání         | Soupeř        | Výsledek | Stav   |
| ---- | ---------------- | -------------------- | ------------- | -------- | ------ |
| 2012 | základní skupina | Burswood Dome, Perth | Spojené státy | 2–1      | výhra  |
| 2012 | základní skupina | Burswood Dome, Perth | Bulharsko     | 1–2      | prohra |
| 2012 | základní skupina | Burswood Dome, Perth | Česko         | 0–2      | prohra |